# Victor Rickenbach

Victor Rickenbach (1985)

Victor Georg Rickenbach (* 8. April 1928 in Laufenburg; † 28. Dezember 2007 in Baden, heimatberechtigt in Gipf-Oberfrick) war ein Schweizer Politiker (FDP).
Er war von 1973 bis 1985 Stadtammann von Baden, anschliessend bis 1993 Regierungsrat des Kantons Aargau.

## Biografie
Victor Rickenbach wuchs in Laufenburg als Sohn eines Gerichtssubstituts auf. Nach der Matura studierte er Rechtswissenschaften an der Universität Basel und promovierte 1953 zum Dr. iur. Er arbeitete von 1953 bis 1959 als Mitarbeiter in der aargauischen Kantonsverwaltung und war fünf Jahre davon Direktionssekretär II im Baudepartement. Von 1959 bis 1973 war er Stadtschreiber in Baden und präsidierte gleichzeitig die Planungskommission für die innerstädtische Verkehrssanierung, wie auch das Arbeitsgericht Baden. Als Präsident der Planungskommission war er mitverantwortlich für die grosse städtische Verkehrssanierung Anfang der 1960er-Jahre und der Kopf hinter der Umgestaltung des Bahnhofplatzes bis 1972. Im März 1973 wurde Victor Rickenbach kampflos als Nachfolger von Max Müller zum Stadtammann von Baden gewählt und trat anlässlich seines Amtsantritts im Mai desselben Jahres der FDP bei. Bei den Gesamterneuerungswahlen 1973, 1977 und 1981 wurde Rickenbach jeweils ohne Gegenkandidaten und mit hoher Zustimmung im Amt bestätigt. In diesen Jahren gelang es Baden die Schulden kontinuierlich abzubauen und gleichzeitig Steuersenkungen durchzuführen. Als weitere Eckpunkte von Rickenbachs Amtszeit können Neubau resp. Erweiterung einer Reihe von Schulhäusern, die Umgestaltung des Bezirksgebäudes oder die Eröffnung des Regionalen Krankenheims gelten.
Es folgte 1977 die Wahl in den Grossen Rat, dem Rickenbach bis 1985 angehörte. In diesem Jahr konnte er in einer Kampfwahl gegen die SP den Jahrzehnte zuvor verlorenen zweiten FDP-Sitz im Regierungsrat wiedergewinnen. Dort wirkte Rickenbach als Vorsteher des Innendepartements. Als solcher erwarb er sich Anerkennung über die Parteigrenzen hinweg.
Victor Rickenbach wurde im Jahre 1985 zum Ehrenbürger der Einwohner- und Ortsbürgergemeinde Baden ernannt. Der traditionsreichen Emausbruderbruderschaft zu Mariawil gehörte er als einziger Freisinniger unter lauter CVP-Mitgliedern an. Ausserdem galt Rickenbach als Festfreund. Die Einführung der Kleinen Badenfahrt 1972 in Fünfjahresschritten zwischen den Grossen Badenfahrten geht auf seine Idee zurück, ebenso das Musiläum 1975. Seine Volksverbundenheit führte zu einer grossen Beliebtheit unter den Badenerinnen und Badenern, die im Übernamen "Ricki-Vicki" ihren Ausdruck fand.

## Werke
- Der Wucher nach Art. 157 des schweizerischen Strafgesetzbuches und sein Verhältnis zum Art. 21 des Obligationenrechts. [S.n.], [s.l.] 1953. (Diss. jur. Basel, 1953).